# عد وردي مكبب
العد الوردي المكبب (بالإنجليزية: Rosacea conglobata)‏ هو نوع شديد من العد الوردي والذي يظهر تفاعلا مقلدا لحب الشباب المكبب مع خراج عقدي نزفي مع لويحات متصلبة.

## روابط خارجية
- Rosacea conglobata - Help Resources